# Miesterhorst
Miesterhorst este o comună din landul Saxonia-Anhalt, Germania.